# メボン駅
メボン駅（メボンえき）は大韓民国ソウル特別市江南区道谷洞にある、ソウル交通公社3号線の駅。駅番号は343。
駅名の由来は近くにある「鷹峰山（メボンサン、鷹峰山/매봉산）」から。「メ」（매）は「鷹」の意であるが、中国語案内では音写で「梅峰」と表記される。

## 歴史
- 1993年10月30日 -  ソウル特別市地下鉄公社3号線（当時）の駅として開業。
- 2005年1月1日 - ソウル特別市地下鉄公社がソウルメトロに改称。

## 駅構造

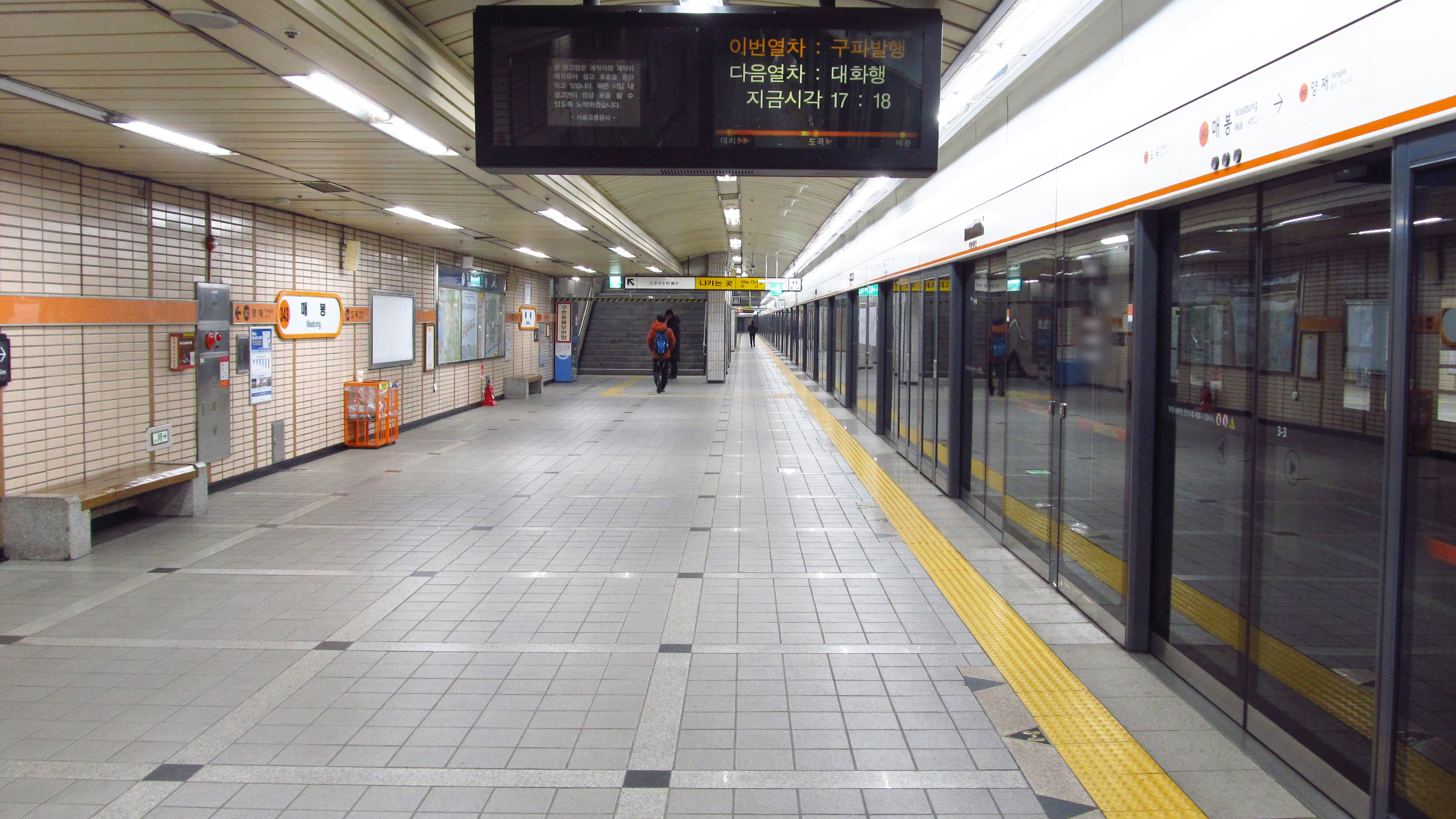
プラットホーム（2018年11月24日）

ホーム階は地下2階にあり、相対式ホーム2面2線を有している。保安用にホームドアシステム（フルスクリーンタイプ）を装備する。
改札階は地下1階にあり、改札口は1ヶ所ある。化粧室は改札内にある。
出入口は1番から4番までの計4ヶ所ある。地上 - 改札階間のエレベーターは1番出入口付近に設置されている。

### のりば
- 案内上ののりば番号は設定されていない。

| ホーム | 路線  | 行先                                      |
| ------ | ----- | ----------------------------------------- |
| 上り   | 3号線 | 高速ターミナル・鍾路3街・旧把撥・大化方面 |
| 下り   | 3号線 | 道谷・水西・可楽市場・梧琴方面            |

## 利用状況
近年の一日平均利用人員推移は下記のとおり。
| 路線  | 路線     | 2000年 | 2001年 | 2002年 | 2003年 | 2004年 | 2005年 | 2006年 | 2007年 | 2008年 | 2009年 | 出典  |
| ----- | -------- | ------ | ------ | ------ | ------ | ------ | ------ | ------ | ------ | ------ | ------ | ----- |
| 3号線 | 乗車人員 | 11,710 | 12,826 | 13,373 | 12,953 | 12,386 | 11,473 | 11,271 | 11,416 | 11,514 | 11,605 | [ 1 ] |
| 3号線 | 降車人員 | 10,655 | 11,470 | 12,028 | 11,554 | 11,198 | 10,592 | 10,451 | 10,511 | 10,539 | 10,700 | [ 1 ] |
| 3号線 | 乗降人員 | 22,364 | 24,296 | 25,401 | 24,507 | 23,585 | 22,065 | 21,722 | 21,927 | 22,053 | 22,306 | [ 1 ] |
| 路線  | 路線     | 2010年 | 2011年 | 2012年 | 2013年 | 2014年 | 2015年 |        |        |        |        | [ 1 ] |
| 3号線 | 乗車人員 | 12,295 | 12,507 | 12,221 | 11,893 | 11,725 | 11,922 |        |        |        |        | [ 1 ] |
| 3号線 | 降車人員 | 11,385 | 11,681 | 11,402 | 11,177 | 11,080 | 11,368 |        |        |        |        | [ 1 ] |
| 3号線 | 乗降人員 | 23,680 | 24,188 | 23,623 | 23,070 | 22,805 | 23,289 |        |        |        |        | [ 1 ] |

## 駅周辺
- 道谷1洞
- 大林アパート
- KT良才支店
- 三星アパート
- 開浦漢新アパート
- 宇成アパート
- 大峙中学校（朝鮮語版）
- 江南首都事業所
- 亜成ダイソー（朝鮮語版）
- ラッキーアパート
- 道谷2洞住民センター
- 道谷治安センター
- 道谷公園
- 斗山アートスクエア

## 隣の駅
ソウル交通公社
 3号線
良才駅 (342) - メボン駅 (343) - 道谷駅 (344)